# 渡辺紀
渡辺 紀（わたなべ おさむ、1930年〈昭和5年〉5月21日 - 2012〈平成24年〉7月1日）は、日本の政治家。元静岡県富士宮市長（3期）。

## 来歴
白糸村（現・富士宮市）生まれ。早稲田大学商学部を経て、同大学大学院商学研究科修士課程修了。静岡県農業協同組合中央会に勤務していた。1974年（昭和49年）7月7日、静岡県議会議員補欠選挙に富士宮市・富士郡選挙区から立候補して当選した。当選当初は無所属だったが、同年11月30日に自民党入りした。県議は5期務める。この間、1985年（昭和60年）6月28日から1986年（昭和61年）6月30日まで第84代同県議会副議長を務めた。1991年（平成3年）、富士宮市長選挙に無所属で立候補して、無投票で初当選を果たした。1995年（平成7年）の市長選で再選を果たした。1999年（平成11年）の市長選で3選を果たした。2003年（平成15年）4月25日に退任した。2012年7月1日死去。